# A braccia aperte (Renato Zero)
A braccia aperte è  un singolo di Renato Zero pubblicato nel 2003 da Tattica in formato CD, primo estratto dall'album Cattura.

## Descrizione
La canzone è ispirata e dedicata al numeroso popolo dei "sorcini", ovvero ai fan del cantante romano.
A braccia aperte fu presentato in anteprima assoluta, insieme alle altre canzoni di Cattura, il 3 novembre 2003 al Teatro Eliseo di Roma nonostante fosse stato pubblicato diversi giorni prima.

Al Teatro Eliseo, però, furono ricordate anche le canzoni di No! Mamma, no! (in occasione del suo trentesimo anniversario), il primo album di Zero. L'8 novembre dello stesso anno, Renato è ospite al programma Torno sabato..e 3 di Giorgio Panariello dove presenta il singolo e un'altra canzone: Magari.
Il singolo è stato trasmesso in radio dal 23 ottobre 2003 anticipando l'uscita dell'album di provenienza di due settimane (Cattura uscì il 7 novembre 2003).
A braccia aperte entra nella classifica dei singoli più venduti in Italia direttamente al terzo posto. Per quanto riguarda il numero di settimane in Top 100, il singolo è sotto la media per sette settimane (16 settimane mentre la media è 23). Il singolo, dopo quattro settimane dall'uscita, resiste in top ten (al decimo posto). La canzone, il 12 gennaio 2004, risulta la trentasettesima più venduta in Italia risultando uno dei singoli di maggior successo.
Esistono quattro versioni del singolo con altrettante copertine diverse che, se unite, formano un puzzle con il viso di Renato.

## Tracce
Testi di Renato Zero, musiche di Gianluca Podio e Renato Zero
1. A braccia aperte – 4:25

## Formazione
- Renato Zero – voce
- Phil Palmer – chitarre
- Paolo Costa – basso
- Lele Melotti – batteria
- Geoff Westley – tastiera e programmazione

## Classifiche

### Classifiche settimanali
| Classifica (2003) | Posizione massima |
| ----------------- | ----------------- |
| Italia            | 2                 |

### Classifiche di fine anno
| Classifica (2003) | Posizione |
| ----------------- | --------- |
| Italia            | 37        |